# 2012년 전국체육대회
제93회 전국체육대회는 2012년 10월 11일부터 17일까지 대한민국 대구 광역시에서 열렸다.
세종특별자치시 선수단이 처음으로 참가하였다.(17개 시.도 15개 해외 한인체육단체 역대 최대 시.도 선수단 참가)

## 개요
- 대회명칭: 제93회 전국체육대회
- 개최기간: 2012년 10월 11일 ~ 2012년 10월 17일
- 개최지: 대구광역시
- 구호: 맘, 몸, 뜻, 달구벌에서 하나로!
- 참가인원 : 19,036명
- 종별: 일반부, 대학부, 고등부
- 마스코트 : 살비

## 종목

### 정식종목
| - 검도 - 골프 - 궁도 - 근대5종 - 농구 - 당구 - 럭비 - 레슬링 - 롤러 - 배구 - 배드민턴 - 보디빌딩 | - 복싱 - 볼링 - 사격 - 사이클 - 세팍타크로 - 소프트볼 - 수영 (경영, 다이빙, 수구) - 스쿼시 - 승마 - 씨름 - 야구 - 양궁 | - 역도 - 요트 - 우슈 - 유도 - 육상 - 정구 - 조정 - 체조 - 축구 - 카누 - 탁구 - 태권도 | - 테니스 - 트라이애슬론 - 펜싱 - 핀수영 - 하키 - 핸드볼 |

### 시범종목
- 댄스스포츠
- 산악
- 택견

## 종합순위
개최지
| 순위 | 지역           | 점수   | 금  | 은  | 동   | 합계 |
| 1    | 경기도         | 65,952 | 133 | 131 | 148  | 412  |
| 2    | 대구광역시     | 54,575 | 73  | 67  | 87   | 227  |
| 3    | 서울특별시     | 54,286 | 106 | 94  | 101  | 301  |
| 4    | 경상남도       | 42,387 | 67  | 73  | 103  | 243  |
| 5    | 경상북도       | 41,896 | 68  | 58  | 91   | 217  |
| 6    | 부산광역시     | 38,526 | 65  | 66  | 95   | 226  |
| 7    | 인천광역시     | 36,811 | 56  | 65  | 74   | 195  |
| 8    | 충청남도       | 36,542 | 48  | 53  | 96   | 197  |
| 9    | 강원도         | 34,076 | 73  | 56  | 82   | 211  |
| 10   | 전라북도       | 33,086 | 47  | 59  | 87   | 193  |
| 11   | 충청북도       | 30,656 | 40  | 33  | 73   | 146  |
| 12   | 전라남도       | 28,469 | 39  | 49  | 57   | 145  |
| 13   | 광주광역시     | 26,408 | 38  | 37  | 54   | 129  |
| 14   | 울산광역시     | 23,732 | 50  | 38  | 55   | 143  |
| 15   | 대전광역시     | 22,675 | 37  | 45  | 46   | 128  |
| 16   | 제주특별자치도 | 8,880  | 18  | 19  | 45   | 82   |
| 17   | 세종특별자치시 | 3,279  | 1   | 2   | 2    | 5    |
| 총계 | 총계           | 총계   | 959 | 945 | 1296 | 3200 |

### 최우수 선수상
최우수 선수상은 한국체육기자연맹 기자단의 투표로 결정된다.
- 최우수 선수상(MVP) : 성지혜 (대구광역시/체조)

- 도마, 이단평행봉, 마루운동, 개인종합, 단체종합 우승 (대회 5관왕)